# All Night Long
„All Night Long“ je píseň anglické popové zpěvačky Alexandry Burke. Píseň pochází z jejího debutového alba Overcome. Produkce se ujal producent Jim Jonsin. S touto písní jí vypomohl americký rapper Pitbull.

## Hitparáda
| Země      | Umístění |
| --------- | -------- |
| Austrálie | 59       |
| Belgie    | 7        |
| Evropa    | 14       |
| Německo   | 60       |
| Anglie    | 4        |
| Švýcarsko | 60       |
| Slovensko | 28       |

| "Hey, Soul Sister" od Train | Irské #1 hity 20. května~27. května 2010 | "Stereo Love" od Edward Maya featuring Vika Jigulina |